# Віче-інформ
«Віче-інформ» — газета, заснована 14 жовтня 1939 року як «Молода гвардія» [пізніше — «Молодий ленінець» (від 22 грудня 1939 р.), «Молода Волинь» (від 2 листопада1990 р.), «Віче» (від 28 грудня 1994 р.), «Віче-інформ» (від 28 листопада2005 р.)]. Засновник газети — ТзОВ "Редакція газети «Віче-інформ». Виходила у четвер.
У різні роки в газеті публікувались Іван Гайдаєнко, Володимир Каліка, Леонід Панасенко, Йосип Струцюк, Василь Гей, Володимир Лис, Надія Гуменюк, Святослав Крещук, Петро Кравчук та інші.
В колективі трудилися заслужені журналісти України Наталія Малімон, Василь Простопчук, Ніна Романюк, Ігор Чуб.
З 17 вересня 1979 року до 2016 року (тобто понад 35 років) газету очолював головний редактор заслужений журналіст України Василь Простопчук. Це найбільший безперервний стаж серед головних редакторів усіх українських газет. У 2008 році редактор відділу газети Наталія Малімон отримала звання Заслужений журналіст України.
У видання існував вебсайт, де публікувались окремі матеріали.
Газета припинила своє існування наприкінці 2015 року нібито через фінансові проблеми.
Редакція газети знаходилася за адресою: 43025, Луцьк, проспект Волі, 8.

## Головні редактори
- (1939–1940) Гайдаєнко Іван Петрович (1914 — 1994)
- (1967–1969) Пономарьов Анатолій Іванович (1932)
- (1969–1975) Александрович Мирон Пилипович (1938 — 2005)
- (1975–1979) Крещук Святослав Васильович (1946–2006)
- (1979-2016) Простопчук Василь Васильович (1952–2019)